# Relevos Mundiales 2019
La IV edición de Relevos Mundiales fue una competición de atletismo de pista que se celebró del 11 al 12 de mayo de 2019 en el Estadio Internacional de Yokohama de la ciudad de Yokohama (Japón). Fue la primera ocasión que el evento deportivo se desarrolló en el continente asiático. Para esta edición se agregaron las modalidades de relevo mixto de obstáculos y la carrera 2 × 2 × 400 mixto.
Los diez equipos con la mejor ubicación en las pruebas de 4×100 m y 4×400 m tanto en categoría masculina como en femenina, y doce equipos en el caso de la prueba 4×400 m mixta, se clasificaron automáticamente para el Campeonato Mundial de Atletismo de 2019.

## Nuevas pruebas
Para este campeonato se estrenaron las pruebas de relevo mixto de obstáculos y la carrera 2 × 2 × 400 mixto, y se retiró la prueba de 4 × 800 m. En la primera de ellas, el equipo estuvo conformado por dos hombres y dos mujeres y la carrera se inició con una atleta femenina que partía desde la línea de meta hasta la línea de partida más 10 m extra, para que tomase el relevo un atleta masculino quien corrió en el sentido contrario, y posteriormente pasó el turno a la otra atleta femenina y así continuar la prueba; en la segunda modalidad, el equipo estuvo conformado por un atleta masculino y una atleta femenina quienes corrieron los 400 m en dos oportunidades por turnos. Cada equipo decidió arrancar sea con un atleta masculino o una femenina.

## Calendario
Las horas que aparecen en el calendario corresponden al huso horario de la ciudad de Yokohama (UTC+9).
| Día 1 – sábado, 11 de mayo | Día 1 – sábado, 11 de mayo | Día 1 – sábado, 11 de mayo |
| -------------------------- | -------------------------- | -------------------------- |
| 18:38                      | Relevo mixto de obstáculos | Ronda 1                    |
| 19:10                      | 4 × 400 m femenino         | Ronda 1                    |
| 19:35                      | 4 × 400 m masculino        | Ronda 1                    |
| 20:13                      | 4 × 100 m femenino         | Ronda 1                    |
| 20:40                      | 2 × 2 × 400 m mixto        | Final                      |
| 21:05                      | 4 × 100 m masculino        | Ronda 1                    |
| 21:30                      | 4 × 400 m mixto            | Ronda 1                    |
| 21:55                      | Relevo mixto de obstáculos | Final                      |

| Día 2 – domingo, 12 de mayo | Día 2 – domingo, 12 de mayo | Día 2 – domingo, 12 de mayo |
| --------------------------- | --------------------------- | --------------------------- |
| 18:10                       | 4 × 200 m femenino          | Ronda 1                     |
| 18:31                       | 4 × 200 m masculino         | Ronda 1                     |
| 18:52                       | 4 × 400 m femenino          | Final B                     |
| 19:05                       | 4 × 400 m masculino         | Final B                     |
| 19:21                       | 4 × 400 m femenino          | Final                       |
| 19:37                       | 4 × 400 m masculino         | Final                       |
| 19:53                       | 4 × 400 m mixto             | Final                       |
| 20:09                       | 4 × 200 m femenino          | Final                       |
| 20:23                       | 4 × 200 m masculino         | Final                       |
| 20:37                       | 4 × 100 m femenino          | Final                       |
| 20:52                       | 4 × 100 m masculino         | Final                       |

## Países participantes
Se inscribieron un total de 761 atletas (303 hombres y 286 mujeres) provenientes de 45 países. A continuación la lista completa de las delegaciones (entre paréntesis el número de atletas).
- Alemania (35)
- Australia (39)
- Bahamas (10)
- Bélgica (20)
- Bielorrusia (2)
- Botsuana (24)
- Brasil (16)
- Canadá (27)
- Chile (6)
- China (44)
- China Taipéi (5)
- Colombia (5)
- Dinamarca (5)
- Ecuador (9)
- Estados Unidos (44)
- Finlandia (6)
- Francia (36)
- Ghana (5)
- India (18)
- Indonesia (6)
- Irak (5)
- Irlanda (6)
- Italia (30)
- Jamaica (39)
- Japón (48)
- Kazajistán (10)
- Kenia (23)
- Lituania (5)
- Nigeria (13)
- Países Bajos (15)
- Papúa Nueva Guinea (19)
- Polonia (42)
- Reino Unido (32)
- República Checa (15)
- República Dominicana (5)
- Sudáfrica (26)
- Suiza (7)
- Tailandia (12)
- Trinidad y Tobago (10)
- Turquía (6)
- Ucrania (15)
- Uganda (5)
- Venezuela (4)
- Zimbabue (5)

- Equipo de atletas refugiados (2)

## Resultados

### Masculino
| Evento                 | Oro                                                                                       | Plata                                                                             | Bronce                                                                                      |
| ---------------------- | ----------------------------------------------------------------------------------------- | --------------------------------------------------------------------------------- | ------------------------------------------------------------------------------------------- |
| 4 × 100 m (12 de mayo) | Brasil · Rodrigo Nascimento · Jorge Vides · Derick Silva · Paulo André · 38,05            | Estados Unidos Michael Rodgers Justin Gatlin Isiah Young Noah Lyles 38,07         | Reino Unido Chijindu Ujah Harry Aikines-Aryeetey Adam Gemili Nethaneel Mitchell-Blake 38,15 |
| 4 × 200 m (12 de mayo) | Estados Unidos Christopher Belcher Bryce Robinson Vernon Norwood Remontay McClain 1:20,12 | Sudáfrica Simon Magakwe Chederick van Wyk Sinesipho Dambile Akani Simbine 1:20,42 | Alemania · Maurice Huke · Patrick Domogala · Aleixo-Platini Menga · Robin Erewa · 1:21,26   |
| 4 × 400 m (12 de mayo) | Trinidad y Tobago Deon Lendore Jereem Richards Asa Guevara Machel Cedenio 3:00,81         | Jamaica Demish Gaye Akeem Bloomfield Rusheen McDonald Nathon Allen 3:01,57        | Bélgica · Dylan Borlée · Robin Vanderbemden · Jonathan Borlée · Jonathan Sacoor · 3:02,70   |

### Femenino
| Evento                 | Oro | Plata                                                                             | Bronce |
| ---------------------- | --- | --------------------------------------------------------------------------------- | --- |
| 4 × 100 m (12 de mayo) | Estados Unidos Mikiah Brisco Ashley Henderson Dezerea Bryant Aleia Hobbs 43,27                                     | Jamaica Gayon Evans Natasha Morrison Sashalee Forbes Jonielle Smith 43,29         | Alemania · Lisa Marie Kwayie · Alexandra Burghardt · Gina Lückenkemper · Rebekka Haase · 43,68                |
| 4 × 200 m (12 de mayo) | Francia Carole Zahi Estelle Raffai Cynthia Leduc Maroussia Paré 1:32,16                                            | China Liang Xiaojing Wei Yongli Kong Lingwei Ge Manqi 1:32,76                     | Jamaica Elaine Thompson Stephenie Ann McPherson Shelly-Ann Fraser-Pryce Shericka Jackson 1:33,21              |
| 4 × 400 m (12 de mayo) | Polonia · Małgorzata Hołub-Kowalik · Patrycja Wyciszkiewicz · Anna Kiełbasińska · Justyna Święty-Ersetic · 3:27,49 | Estados Unidos Jaide Stepter Shakima Wimbley Jessica Beard Courtney Okolo 3:27,65 | Italia · Maria Benedicta Chigbolu · Ayomide Folorunso · Giancarla Trevisan · Raphaela Boaeng Lukudo · 3:27,74 |

### Mixto
| Evento                                  | Oro                                                                                  | Plata                                                                                 | Bronce                                                                |
| --------------------------------------- | ------------------------------------------------------------------------------------ | ------------------------------------------------------------------------------------- | --------------------------------------------------------------------- |
| 4 × 400 m (12 de mayo)                  | Estados Unidos My'Lik Kerley Joanna Atkins Jasmine Blocker Dontavius Wright 3:16,43  | Canadá · Austin Cole · Aiyanna-Brigitte Stiverne · Zoe Sherar · Philip Osei · 3:18,15 | Kenia Jared Momanyi Maureen Thomas Hellen Syombua Aaron Koech 3:19,43 |
| 2 × 2 × 400 m (11 de mayo)              | Estados Unidos Ce'Aira Brown Donavan Brazier 3:36,92                                 | Australia Catriona Bisset Joshua Ralph 3:37,61                                        | Japón Ayano Shiomi Allon Tatsunami Clay 3:38,36                       |
| Relevo mixto de obstáculos (11 de mayo) | Estados Unidos Christina Clemons Freddie Crittenden Sharika Nelvis Devon Allen 54,96 | Japón Ayako Kimura Shunya Takayama Masumi Aoki Taio Kanai 55,59                       |                                                                       |

## Posiciones
El representativo nacional que acumule más puntos se hace acreedor al Golden Baton (Testigo dorado). Los puntos se adjudican de acuerdo a las posiciones en la carrera final de cada evento. Al primer puesto se le otorgan 8 puntos, al segundo 7, al tercero 6, y así sucesivamente a los puestos inferiores. 
| Pos. | País                         | Puntos |
| ---- | ---------------------------- | ------ |
| 1    | Estados Unidos               | 54     |
| 2    | Jamaica                      | 27     |
| 2    | Japón                        | 27     |
| 4    | Alemania                     | 18     |
| 5    | Polonia                      | 17     |
| 6    | Brasil                       | 16     |
| 7    | China                        | 15     |
| 7    | Italia                       | 15     |
| 9    | Francia                      | 13     |
| 9    | Reino Unido                  | 13     |
| 11   | Canadá                       | 12     |
| 11   | Australia                    | 12     |
| 13   | Kenia                        | 11     |
| 14   | Sudáfrica                    | 10     |
| 15   | Trinidad y Tobago            | 8      |
| 16   | Bélgica                      | 7      |
| 17   | Papúa Nueva Guinea           | 5      |
| 18   | Bielorrusia                  | 4      |
| 19   | Ecuador                      | 3      |
| 20   | Equipo de atletas refugiados | 2      |
| 20   | Ghana                        | 2      |
| 20   | Suiza                        | 2      |
| 20   | Turquía                      | 2      |
| 24   | Dinamarca                    | 1      |